# Bir Dheb
Bir Dheb là một đô thị thuộc tỉnh Tébessa, Algérie. Dân số thời điểm năm 2002 là 7.023 người.